# Львы Эльдорадо
«Львы Эльдорадо» (фр. La vermine du lion) — научно-фантастический роман французского писателя Франсиса Карсака, написанный в 1962 году и изданный в 1967 году. Дословный перевод французского названия — «Паразиты льва» (встречается также название «Паразиты в гриве льва»). Годом ранее была опубликована повесть-приквел «Горы Судьбы».
Основные мотивы романа — борьба малых народов против колониализма (туземцы Эльдорадо и Тераи Лапрад против ММБ), а также борьба с религиозным фанатизмом (убийство отца Тераи и война в государстве Кено).

## История
Роман написан с октября 1961 года по декабрь 1962 года. Автор посвятил роман своим американским друзьям — писателям-фантастам Полу Андерсону и Лайону Спрэгу де Кампу.
Роман был опубликован в сборнике Fleuve noir в 1967 году, затем в сборнике Super-luxe № 54 за третий квартал 1978 года.
Переиздан в ноябре 2004 года издательством Éons в законченной версии.
Включен в «100 лучших произведений научной фантастики» (Les 100 principaux titres de la science-fiction) Анник Беген в 1981 году.
Л. Спрэг де Камп назвал книгу «прекрасной историей» и после смерти Карсака с разрешения его вдовы перевёл её на английский язык. Его агент распространил образец из трёх глав с синопсисом оставшейся части истории среди американских издателей, но он был отклонен на том основании, что Карсак «не имел известности в США и, будучи умершим, не мог продаваться как „перспективный“ писатель».
Роман был переведён на русский (издавался 25 раз, как отдельно, так и в сборниках), литовский, польский и болгарский языки.
На русском языке роман был впервые опубликован в 1972 году в составе авторского сборника «Бегство Земли» (издательство «Молодая гвардия»), включавшего два романа Франсиса Карсака — «Львы Эльдорадо» и «Бегство Земли».
Более полная версия — «Паразиты в гриве льва», издана в начале 1990-х годов и отличалась от «сокращённой» более подробным описанием работы Тераи на Венере.

## Сюжет
Действие романа происходит на планете Эльдорадо, туземцы которой удивительно похожи на землян. Жадная до прибылей государственная корпорация Межпланетное Металлургическое Бюро (ММБ) обращается с туземцами как с низшей расой, её интересуют только прибыли от добычи полезных ископаемых.
Стелла Гендерсон, журналистка и дочь директора ММБ, прибывает на Эльдорадо в колонию землян Порт-Металл под видом репортера с целью собрать сведения, способные представить туземцев в невыгодном свете. Она нанимает Тераи Лапрада — независимого геолога, который дружит со многими племенами на планете. Вместе они отправляются в экспедицию.
Тераи Лапрад — олимпиец, ростом почти 7 футов (210 см), его предки — европейцы, китайцы, полинезийцы и индейцы. У Лапрада есть лев Лео, интеллект которого с помощью направленных искусственных мутаций повышен до уровня семилетнего ребёнка. Лео — продукт лабораторных исследований отца Тераи, который был впоследствии убит на Земле религиозными фундаменталистами.
В пути сталкиваются с опасностями дикой природы планеты, проходят через религиозную войну в крупнейшем государстве Кено, где захватывают власть адепты возродившегося кровавого культа богини Беельбы. Лапрад начинает подозревать, что Стелла может быть не той, за кого она себя выдаёт. Погибает его туземная жена Лаэле, и Тераи, получив доказательства, что события были спровоцированы ММБ, уничтожает жрецов и возводит на престол империи Кено своего друга.
После отлёта Стеллы Лапрад пытается помешать ММБ получить неограниченную лицензию на планету, которая позволит им разрабатывать любые районы, не считаясь с жителями. Репортаж Стеллы достигает своей цели, однако её саму изолируют. Тераи переходит на должность штатного агента в Бюро ксенологии государственной структуры, соперничающей с ММБ, закупает большую партию оружия на планете Новая Англия и с помощью капитана Фландри переправляет оружие на Эльдорадо. Стелла, сбежавшая из-под опеки ММБ, рассказывает Тераи о чудовищных планах ММБ по геноциду туземцев и свержению правительства. Тераи во главе туземной армии берёт Порт-Металл. По закону, если туземцы сопротивляются землянам, на планете объявляется карантин. Стелла погибает от стрелы брата Лаэле, Эенко, так как ранее отказала самолюбивому и гордому Эенко, посватавшемуся к ней, а смерть Лаэле окончательно настроила Эенко против Стеллы.
Лапрад добился сорокалетнего карантина Эльдорадо. Он тоскует по Стелле, однако встречает землянку Сигрид Нильсен, предсказанную ему некогда в Храме Гор судьбы, дочь старого геологоразведчика, и берёт её в жёны — «в конце концов, с Лапрадом дочь не будет несчастной, а время сглаживает и меняет многое».